# Edwin Butterworth Mains
Edwin Butterworth Mains est un mycologue américain, né le 31 mars 1890 à Coldwater dans le Comté de Branch du Michigan et mort le 23 décembre 1968 à Ann Arbor d’une crise cardiaque.
Il est le fils de Benjamin W. et de Mary Ann (née Butterworth) Mains. Il commence en 1909 ses études à l’université de l'État du Michigan puis, deux ans plus tard, à l’université du Michigan d’Ann Arbor. Il y reçoit en 1916 son doctorat avec une thèse portant sur les relations entre les parasites et leurs hôtes avec l’exemple de la rouille. Il fait presque toute sa carrière scientifique en étudiant les Uredinales. Son directeur de thèse est le mycologue Calvin Henry Kauffman (1869-1931).
Mains devient botaniste assistant à la station expérimentale agricole de l’université Purdue (1916-1917). Il se marie en 1917 avec Mary Esther Elder. Il étudie, durant cette période, les aspects génétiques de la résistance du blé à la rouille.
En 1930, il devient professeur de botanique à l’université du Michigan où il remplace Calvin Henry Kauffman (1869-1931). L’année suivante, il dirige l’herbier de l’université. Sous son action, cet herbier deviendra l’un des plus renommés au monde.
Il fait partie de plusieurs sociétés savantes dont la Mycological Society of America (qu’il dirige en 1942). Les contraintes économiques d’avant-guerre l’empêchent de poursuivre ses recherches commencées à Purdue. Mains s’oriente alors vers l’étude des champignons parasites des insectes (comme les Geoglossaceae). Il prend sa retraite en 1960. Ses élèves exercent une grande influence sur le développement de la mycologie aux États-Unis. Pour Mains et ses élèves, les champignons ne peuvent être classés sans avoir été auparavant cultivés et ce qui permet ainsi de connaître leur développement et leur biologie.

## Source
- Alexander Hanchett Smith (1969). Edwin Butterworth Mains 1890-1968, Mycologia, 61 (3) : 449-451.

Mains est l’abréviation botanique standard de Edwin Butterworth Mains.
Consulter la liste des abréviations d'auteur en botanique ou la liste des plantes assignées à cet auteur par l'IPNI, la liste des champignons assignés par MycoBank, la liste des algues assignées par l'AlgaeBase et la liste des fossiles assignés à cet auteur par l'IFPNI.